# 斯克尼利夫 (佐洛喬夫區)
49°52′3″N 24°38′3″E / 49.86750°N 24.63417°E
斯克尼利夫（羅馬化：Sknyliv），是烏克蘭西部的村莊，隸屬利維夫州的佐洛奇夫區。該村始建於1689年，面積1.73平方公里，海拔高度224米，2001年人口384。